# 賈艾梅
賈艾梅（Amy Carmichael，1867年12月16日—1951年1月18日），北愛爾蘭人，南印度的宣教士，是印度杜那瓦團契（Dohnavur Fellowship （页面存档备份，存于））創辦人，幫助當地千位孩童脫離成為廟童（廟妓）的黑暗生活，被稱為印度之母，一生奉獻給印度，1951年病逝於印度。

## 生平

### 家庭背景
賈艾梅出生於北愛爾蘭米利數（Millisle）一個小村莊的小康家庭，家中有七個小孩，她排行老大。父親與叔父共同經營規模不小的麵粉廠，擁有兩座工廠、四座磨坊，不僅為村莊裡提供多個就業機會，促進當地經濟，營利所得也部分奉獻給村莊，在米利數建立第一所學校，並提供福音聚會。賈家世代都是敬虔的基督徒，在長老會教會聚會，他們一家有嚴謹的聖經教育背景，為人慷慨好施、良善正直，善待工人和居民，深受當地人的愛戴和敬重。而賈艾梅在這樣氛圍的家庭中成長，自然而然也造就她日後熱愛奉獻、給予，積極拯救印度孩童的宣教生命。

### 生命轉變
賈艾梅跟一般女孩不一樣，雖然家教甚嚴，卻不影響她活潑、叛逆，充滿野性的性格；她不愛玩洋娃娃和扮家家酒，反倒喜歡有生命的昆蟲和動植物，也常帶著弟妹們到處調皮搗蛋。直到她十三歲那年，在一次講道中聽到〈耶穌愛我〉（Jesus loves me, this I know）的詩歌，在唱詩後的靜默中，她被神的愛深深吸引，並正式邀請耶穌進到她裡面，生命開始轉變。自此之後，她更積極認識耶穌，渴望被神吸引，信仰不再是她家人的，而是她親自經歷的。她以下面這段話來形容她當時的感受：
「一個我沒有活過的生命，
一個我沒有死過的死；
是另一個人的生命，
是另一個人的死──
我把我的永恆全獻給祂。」

### 歡迎廳
然而在她十八歲時，父親病逝，家中也因經濟蕭條開始沒落，並且積欠鉅款。她身為家中最長的孩子，便一肩扛起重責大任，全家搬到貝爾法斯特（Belfast）城裡工作。那時的賈艾梅已經開始服事神的工作，探訪家庭、帶領聚會、查經等。進到城裡後更是找機會向工廠的女工傳福音、佈道，並帶他們進到教會裡聚會，雖然這行為已獲得傳道人的同意，但在當時教會裡大部分人的眼中卻是極為不妥的事，因為他們認為這些女工污穢骯髒，不宜進到教會裡。隨著賈艾梅接觸的女工越來越多，教會已無法容納這些大批的女工，於是賈艾梅便購建一間會堂，取名為「歡迎廳」，供500多位女工聚會、查經、唱詩使用。不取名教會也是為了可以吸引更多人來，減輕「教會」二字所帶來的距離感。目前這間教會依舊存在，並改名叫「歡迎教會」（Welcome Church），承續賈艾梅的福音工作。

## 宣教之旅
真正影響賈艾梅開始海外宣教的是一個跨宗派的凱錫克培靈大會（Keswick Convention），創辦人威爾遜（Robert Wilson）是賈艾梅的乾爸爸，中國內地會的創辦人戴德生也是凱錫克培靈會的經常講員。當賈艾梅聽到戴德生在台上分享的宣教使命和負擔時，也激起她對宣教的渴望和迫切。1888年，凱錫克成立了宣教委員會，賈艾梅成為第一位宣教士。
　　賈艾梅本欲申請中國內地會，卻遭到拒絕而輾轉到了第一站──日本。在日本宣教期間，賈艾梅遭受各樣挑戰及水土不服所帶來的身體不適，使她患有當時所謂的「日本頭痛病」，導致腦衰竭、頭痛、發熱等，服事一年多後在不得已的情況下被迫離開日本。即便如此，賈艾梅依然沒有放棄宣教，下一站便到了印度的旁邊──錫蘭。但她在這裡依舊無法久待，因為他的乾爸爸威爾遜先生中風，使她中斷錫蘭的服事，回到英國探望威爾遜先生。
　　在陪伴威爾遜先生十個月後，威爾遜先生身體逐漸好轉，賈艾梅便起身繼續下一個宣教工場──印度。她自1895年起程後，便再也沒有回到她的故鄉，接下來五十五年的歲月中，就在印度南邊的杜那瓦（Dohnavur）裡度過她宣教的一生。
　　在印度的宣教過程中，她將自己裝扮成印度人，穿戴他們的服飾，學習當地語言，使自己融入當地的百姓。在一次機緣中，她拯救一位從廟宇逃出來的廟童，她開始注意到印度小女孩處境的危險，這些女孩被迫賣到廟宇嫁給神明，也有做童婚、童寡婦、陪葬、殺嬰等不人道的對待，她便開始她拯救孩童的計畫。賈艾梅有雙棕色的眼睛，在她三歲時，她曾經天天禱告神，讓她的眼睛變成像母親一樣的藍色，然而隔天一早照鏡子仍舊是棕色的，持續好幾天後，她便明白上帝的答案是「不」。現在，她終於明白為什麼上帝給她一雙棕色的眼睛，這是她的保護色，當她裝扮成印度人，埋伏當地獲取資訊時，不會被發現是外國人。
　　為拯救這些女孩脫離悲慘的生命，賈艾梅成立杜那瓦團契（Dohnavur Fellowship （页面存档备份，存于）），照顧、撫養、教育這些被救出來的孩童，將福音傳給他們，並訓練他們也去服事人。這些小孩都稱賈艾梅為「阿瑪」（當地語言，母親的意思），在賈艾梅逝世前，杜那瓦團契的孩子總數已將近千人。此外，在賈艾梅的努力下，印度已於1947年立法通過禁止將小孩送到廟宇去。然而，這樣的買賣行為依然持續發生，故杜那瓦團契至今仍舊持續努力拯救孩童的工作。

## 外部連結
不畏強權搶救靈魂 ─賈艾梅宣教士的故事 （页面存档备份，存于）
杜那瓦團契組織（Dohnavur Fellowship） （页面存档备份，存于）